# 亀山ラーメン

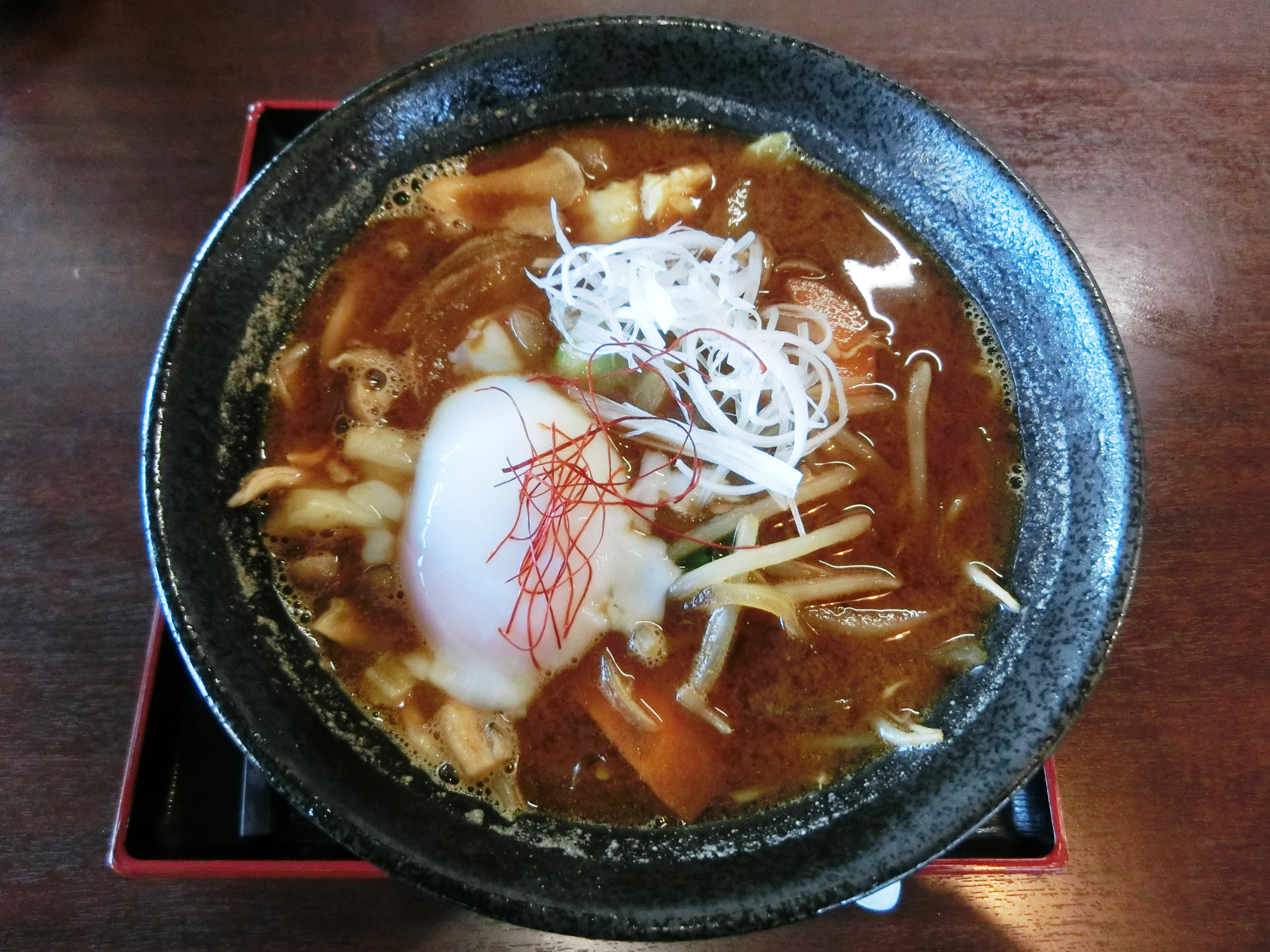
亀山ラーメン

亀山ラーメン（かめやまラーメン）は、三重県亀山市の亀山商工会議所と三重県が企画し、亀山市内のラーメン店が開発したご当地ラーメン。
ぐるなびが主催するサイト「ぐるたび」で開催された「ご当地ラーメングランプリ2013」において、グランプリを獲得した。
2015年にはサンヨー食品が「サッポロ一番 三重亀山ラーメン 牛骨味噌味」として商品化している。

## 特徴
スープ
牛骨エキスをベースに、赤味噌、豆味噌、麦味噌の3種の味噌を合わせた「牛骨味噌スープ」が特徴。
麺
三重県産の小麦「ニシノカオリ」の小麦粉で作られる太麺。
具材
三重県産の農産物。ヒラタケ、ハタケシメジ、ハナビラタケを使用。
前述のサッポロ一番にはハナビラタケのパウダーが使用されている。